# Exochus ferrugineus
Exochus ferrugineus är en stekelart som först beskrevs av William Harris Ashmead 1896.  Exochus ferrugineus ingår i släktet Exochus och familjen brokparasitsteklar. Inga underarter finns listade i Catalogue of Life.